# Marathon van Seoel 2006
De marathon van Seoel 2006 werd gelopen op zondag 12 maart 2006. Het was de 62e editie van deze marathon.
De Zuid-Afrikaan Gert Thys kwam bij de mannen als eerste over de streep in 2:10.40, precies een minuut eerder dan de Keniaan Jason Mbote. De Chinese Chun-xiu Zhou won bij de vrouwen in 2:19.51. Zij was bijna een kwartier sneller dan de concurrentie.

## Uitslagen

### Mannen
| rang   | naam              | land | tijd    |
| ------ | ----------------- | ---- | ------- |
| Goud   | Gert Thys         | RSA  | 2:10.40 |
| Zilver | Jason Mbote       | KEN  | 2:11.40 |
| Brons  | Araya Haregot     | ETH  | 2:11.56 |
| 4      | Ji Young-Joon     | KOR  | 2:12.08 |
| 5      | Jimmy Muindi      | KEN  | 2:12.20 |
| 6      | Wilson Kigen      | KEN  | 2:12.28 |
| 7      | Mbarak Hussein    | USA  | 2:12.53 |
| 8      | William Kipsang   | KEN  | 2:13.30 |
| 9      | Cleophas Rop      | KEN  | 2:14.43 |
| 10     | Young-Chu Kim     | KOR  | 2:15.58 |
| 11     | Ridouane Harroufi | MAR  | 2:16.19 |
| 12     | Tomokazu Sakamoto | JPN  | 2:16.20 |
| 13     | Chang-Hoon An     | KOR  | 2:17.20 |
| 14     | Dong-Il Lee       | KOR  | 2:17.34 |
| 15     | Toshikazu Gouda   | JPN  | 2:17.36 |

### Vrouwen
| rang   | naam            | land | tijd    |
| ------ | --------------- | ---- | ------- |
| Goud   | Zhou Chunxiu    | CHI  | 2:19.51 |
| Zilver | Lim Kyung-Hee   | KOR  | 2:34.08 |
| Brons  | Choi Kyung-He   | KOR  | 2:36.10 |
| 4      | Chae Eun-Hee    | KOR  | 2:40.47 |
| 5      | Chieko Yamasaki | JPN  | 2:41.40 |
| 6      | Emily Kimuria   | KEN  | 2:42.05 |
| 7      | Satoko Uetani   | JPN  | 2:44.24 |
| 8      | Suh Ok-Yeon     | KOR  | 2:46.41 |

1964 ·
1965 ·
1966 ·
1967 ·
1968 ·
1969 ·
1970 ·
1971 ·
1972 ·
1973 ·
1974 ·
1975 ·
1976 ·
1977 ·
1978 ·
1979 ·
1980 ·
1981 ·
1982 ·
1983 ·
1984 ·
1985 ·
1986 ·
1987 ·
1988 ·
1989 ·
1990 ·
1991 ·
1992 ·
1993 ·
1994 ·
1995 ·
1996 ·
1997 ·
1998 ·
1999 ·
2000 ·
2001 ·
2002 ·
2003 ·
2004 ·
2005 ·
2006 ·
2007 ·
2008 ·
2009 ·
2010 ·
2011 · 
2012 · 
2013 · 
2014 · 
2015 · 
2016 ·  
2017